# Lưu Thương Lư
Tề Hiếu vương (chữ Hán: 齊孝王), tên thật là Lưu Thương Lư (劉將閭), là vị vua thứ năm của tiểu quốc Tề, một chư hầu nhà Hán trong lịch sử Trung Quốc.
Lưu Thương Lư là con thứ 8 của Tề Điệu Huệ vương, vương chủ thứ hai của tiểu quốc Tề, em Tề Ai vương, vương chủ thứ ba của Tề. Tổ phụ của ông là Hán Cao Tổ Lưu Bang, hoàng đế khai quốc của nhà Hán.

## Lên ngôi vua Tề
Lưu Tương Lư vốn không phải con trưởng của Tề Điệu Huệ vương nên không được nối ngôi mà chỉ được phong làm Dương Hư hầu. Năm 165 TCN, vua cháu Tề Văn vương qua đời không con nối dõi, Hán Văn đế bèn thu lại đất Tề nhưng năm sau, 164 TCN, lại chia đất Tề cũ ra làm bảy tiểu quốc là Tề, Tế Bắc, Tế Nam, Giao Tây, Giao Đông, Tri Xuyên, lập bảy người con khác của Tề Điệu Huệ vương làm vương. Lưu Tương Lư được phong làm Tề vương.

## Bị vây trong loạn bảy nước
Năm 154 TCN, Tiều Thố giữ chức Ngự sử đại phu đề nghị cắt bớt đất của các chư hầu, gồm Đông Hải của Sở vương Mậu, Dự Chương và quận Cối Kê của Ngô vương Tỵ, quận Thường Sơn của Triệu vương và 6 huyện của Giao Tây vương. Ngô vương và Sở vương nghe tin bèn khởi binh chinh Tây, tuyên cáo với chư hầu: "Cùng giết tên Hán tặc Tiều Thố, yên định tông miếu". Các nước Tri Xuyên, Triệu, Tế Nam, Giao Tây và Giao Đông cùng hưởng ứng, rồi viết thư mời Tề Hiếu vương. Tề Hiêu vương hồ nghi không theo, cho quân thủ thành. Quân các nước bèn hợp nhau đánh Tề. Tề Hiêu vương sai Trung Lộ đại phu cầu cứu Hán Cảnh đế. Hán Cảnh đế bèn sai nhắn với Tề vương cố thủ thành, quân nhà Hán sẽ tới cứu. Bấy giờ Lâm Tri bị vây ngặt, Trung Lộ đại phu vừa trở về nước bị quân Ngô, Sở bắt được, ép phải nói với Tề Hiếu vương phải nói trái lại. Trung Lộ đại phu lên trược mặt thành nói to:
"Thiên tử đã phái trăm vạn binh cùng thái sử Chu Á Phu cùng đánh Ngô Sở để cứu Tề, cứ kiên trì mà thủ thành".
Quân Ngô, Sở tức giận bèn giết Trung Lộ đại phu.

## Tự sát
Tuy Trung Lộ đại phu nói binh Hán sẽ đến nhưng Tề Hiếu vương thấy tình hình nguy cập, lại định đầu hàng quân chư hầu. Các đại thần khuyên ông không nên đầu hàng, vì tướng Hán là Loan Bố và Bình Dương hầu đã tới gần nước Tề, chuẩn bị đánh chư hầu cứu Tề. Nếu đầu hàng thì quân Hán sẽ phạt Tề. Tề Hiếu vương già cả, không biết xử trí ra sao bèn uống thuốc độc tự sát.
Hán Cảnh đế nghe tin, cho rằng vua Tề là người trung thành, không có tội, bèn lập thế tử Thọ lên ngôi vương, tức Tề Ý vương. Không lâu sau, quân Hán đánh dẹp được loạn bảy nước.

## Gia quyến
- Ông: Hán Cao Tổ Lưu Bang
- Cha: Tề Điệu Huệ vương Lưu Phì
- Con cái:
  - Tề Ý vương Lưu Thọ
  - Bác Dương Khoảnh hầu Lưu Tựu
  - Bí Dương Kính hầu Lưu Yến
  - Định Phu hầu Lưu Việt
  - Đạo Di hầu Lưu Định
  - Sơn Nguyên hầu Lưu Quốc
  - Phồn An Di hầu Lưu Trung
  - Liễu Khang hầu Lưu Dương Dĩ
  - Vân Di hầu Lưu Tín
  - Mưu Bình Cung hầu Lưu Tiết
  - Sài Nguyên hầu Lưu Đại
  - Cao Nhạc Khang hầu